# 매직 마이크
매직 마이크(Magic Mike)는 2012년 개봉한 미국의 코미디 영화이다.

## 캐스팅
- 채닝 테이텀 - 마이클 레인(Michael Lane)
- 앨릭스 페티퍼 - 애덤(Adam)
- 코디 혼 - 브룩(Brooke)
- 올리비아 문 - 조애나(Joanna)
- 맷 보머 - 켄(Ken)
- 매슈 매코너헤이 - 댈러스(Dallas)
- 애덤 로드리게스 - 티토(Tito)
- 케빈 내시 - 타잔(Tarzan)
- 조 맹거넬로 - 빅 딕 리치(Big Dick Richie)
- 가브리엘 이글레시아스 - 토비아스(Tobias)
- 레이드 캐럴린 - 폴(Paul)
- 라일리 키오 - 노라(Nora)
- 웬디 맥렌던 커비 - 타라(Tara)

## 같이 보기
- 풀 몬티